# Mała epoka lodowa

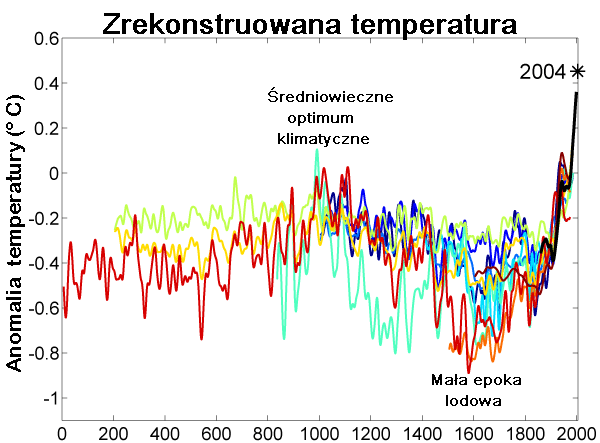
Średnia temperatura w ciągu ostatnich 2000 lat

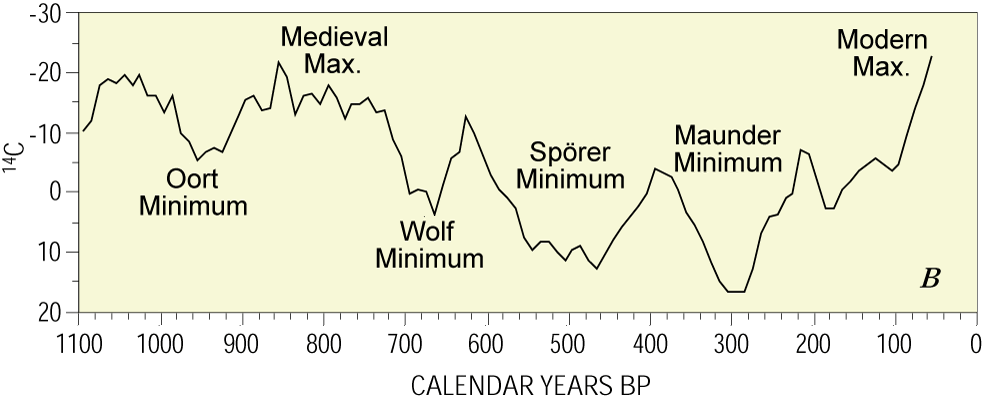
zmiany aktywności Słońca zapisane w produkcji radiowęgla (węgla ^{14}C)

Mała epoka lodowa (w skrócie MEL, ang. Little Ice Age – LIA) – okres ochłodzenia znany głównie z rejonu północnego Atlantyku, który nastąpił po okresie średniowiecznego optimum klimatycznego. Średnie temperatury na półkuli północnej spadły o około 1 °C.
Był to ostatni z wielu chłodnych okresów holocenu (tzw. ang. Little Ice Age Type Events) i zarazem jeden z najchłodniejszych z nich. Pierwotnie termin „mała epoka lodowa” dotyczył okresu progresywnej fluktuacji lodowców górskich w późnym holocenie, jakie zaobserwowano w górach Sierra Nevada w USA. Obecnie okres ten (ostatnie 4–5 tys. lat) nazywany jest neoglacjałem, a MEL stanowi jego ostatnią transgresję glacjalną.
Początkowo sądzono, że zmiany temperatury były globalne. Pogląd ten zakwestionowano; raport IPCC podsumował te badania, oświadczając, że „...obecne dowody naukowe nie popierają globalnie synchronicznych okresów nietypowego oziębienia lub ocieplenia w tym przedziale czasowym, a konwencjonalne terminy ‘mała epoka lodowa’ i ‘średniowieczne optimum klimatyczne’ okazują się mieć ograniczoną użyteczność w opisywaniu trendów hemisferycznych lub globalnych zmian temperatury w ostatnich stuleciach”.

## Chronologia MEL
Chronologicznie trudno jednoznacznie określić ramy małej epoki lodowej – wielu naukowców datuje ją od około 1300 do 1800 roku, z częstymi przerwami w postaci krótkich okresów ocieplenia. Szczególnie zimne okazało się jednak XVII stulecie. Nawet najcieplejszy rok tej epoki, 1607, był wyraźnie chłodniejszy niż rekordowe lata wcześniejszych i późniejszych stuleci. Glacjologicznie okres ten trwał od 1300 do 1850 roku – w tym czasie lodowce górskie w wielu obszarach górskich miały nieprzerwanie większy zasięg niż w okresie poprzedzającym MEL (czyli w średniowiecznym optimum klimatycznym) i po tym okresie, czyli obecnym ociepleniu. Klimatycznie okres ten trwał od 1570 do 1900 r. Cechowało go ochłodzenie klimatu półkuli północnej, z temperaturą ok. 1 °C niższą niż w XX wieku.
W Alpach podczas MEL lodowce osiągnęły maksima w trzech głównych etapach: XIV w. (ok. 1350), XVII w. (1600–1660) i XIX w. (1820–1850 r.). Jednak trzeba zaznaczyć, że zarówno zmiany klimatyczne, jak i awanse lodowców w różnych regionach Ziemi podczas MEL nie były synchroniczne. Mimo że najwięcej dowodów na znaczące awanse lodowców podczas MEL znajduje się na półkuli północnej (głównie w Alpach, Skandynawii i górach Ameryki Północnej), nieliczne badania na półkuli południowej także świadczą o ich większym zasięgu. W Alpach Południowych ostatnie dwa holoceńskie maksima, lodowce osiągnęły w 1725–1740 i 1860–1890/95. Podobnie w Andach patagońskich największym holoceńskim awansem lodowców była MEL, i podobnie jak w Alpach, lodowce osiągnęły tam trzy maksima, co potwierdzają badania dendrochronologiczne.
Od 1850 r. (czyli maksimum zasięgu lodowców podczas MEL) do 2000 r. lodowce w Alpach straciły średnio 50% swojej powierzchni, a linia wiecznego śniegu w tych górach podniosła się o około 150 m. Czoło największego lodowca alpejskiego Grosser Aletsch wycofało się w tym czasie o ok. 3,4 km.

### Wydarzenia na świecie
W latach 70. XVI wieku Europę nawiedziła ekstremalna fala mrozów, która na trwałe zapisała się w pamięci ówczesnych ludzi. W 1569 roku zamarzła laguna w Wenecji, a trzy lata później na Jeziorze Bodeńskim utworzyła się gruba warstwa lodu. W 1594 roku zima sparaliżowała także śródziemnomorski port Marsylii. Pastor Daniel Schaller ze Stendal zanotował w tym czasie:

Nie ma już stałego blasku słońca, ani pewnej zimy czy lata, owoce i rośliny na ziemi nie dojrzewają już tak dobrze, nie są już tak zdrowe, jak to bywało dawniej.

Lata od około 1570 do 1630 stanowiły szczególnie zimny okres. O ile pierwsze dekady XVI wieku również były wilgotne i chłodne – co prawdopodobnie przyczyniło się do nastrojów kryzysowych bezpośrednio poprzedzających reformację – to w połowie stulecia panowały warunki cieplejsze, co doprowadziło do wzrostu liczby ludności w całej Europie, na przykład w Starym Cesarstwie Rzymskim o około 20 procent. Jednak około roku 1600 nieurodzaje pogłębiały kryzysowe nastroje, które wkrótce miały znaleźć swoje ujście w polityce.
Do ochłodzenia klimatu na kilka lat przyczyniły się wybuchy wulkanów w Peru, Włoszech, Japonii i na Filipinach.
Lata bezpośrednio poprzedzające wojnę trzydziestoletnią charakteryzowały się ponadto nasileniem zjawisk ekstremalnych pogodowo. Długie i mroźne zimy, powodzie wiosenne, a także gwałtowne burze deszczowe i gradowe były odnotowywane w kronikach jako wydarzenia szczególne. Kronika miejska Drezna autorstwa Antona Wecka z roku 1679 zawiera dwa rozdziały poświęcone klęskom głodu i ekstremalnym zjawiskom pogodowym. Zawarto w niej między innymi następującą relację:

Roku Pańskiego 1611, dnia 13 maja wieczorem i w nocy powstała gwałtowna burza, a przez grad wyrządzone zostały poważne szkody w uprawach zbóż ozimych.

Właśnie w latach bezpośrednio poprzedzających wojnę trzydziestoletnią nasilenie zjawisk klimatycznych i pogodowych było szczególnie wysokie. Anno 1612 […] Tydzień przed Zielonymi Świątkami zboże w fazie kwitnienia zostało silnie uszkodzone przez ostre przymrozki.
Zimne i śnieżne zimy powodowały, że na wiosnę Łaba wylewała, jak miało to miejsce w latach 1573, 1582, 1584, 1595, 1597, 1598, 1599, 1605, 1607 i 1625: w marcu przez osiem dni i nocy niemal bez przerwy padał deszcz – Łaba i Weißeritz wezbrały tak bardzo, że ta pierwsza dotarła aż do Starego Drezna. 
Skutki takich zjawisk dla życia ludności są dziś trudne do wyobrażenia. Przede wszystkim dotykały one plonów, o czym również wspomina Weck:

Anno 1612. Korzec zboża kosztował 3 talary i 6 groszy, ponieważ ostre mrozy bardzo zniszczyły plony.

Cena ta była około dwukrotnie wyższa niż w normalnym roku urodzaju. Lata 1616 i 1617 cechowały się natomiast suchymi latami, co spowodowało, że cena zboża na wsi miała wzrosnąć nawet do siedmiu talarów. Na wiosnę 1619 roku wystąpił wielki mróz i silne przymrozki, które zniszczyły zboża jare, winną latorośl i wszystkie owoce sadownicze. W 1621 roku, po kolejnej zimnej zimie, cena zboża wzrosła nawet do ośmiu talarów za korzec. W Księstwie Saskim produkcja rolna była nierównomiernie rozmieszczona i koncentrowała się w pasie od okolic Lommatzscher Pflegepo Nizinę Lipską.
W Rudawach natomiast większą rolę odgrywało górnictwo i rzemiosło, dlatego produkty rolne musiały być importowane. Wzrost cen zboża miał tu podwójne skutki, ponieważ również koszty transportu gwałtownie wzrosły – cena owsa również była dotknięta drożyzną. Podczas gdy koszty żywności ulegały znacznym wahaniom, struktura wynagrodzeń większości mieszkańców pozostawała prawie niezmieniona, co już przed wojną trzydziestoletnią prowadziło do poważnych kryzysów egzystencjalnych. Podwyżki cen żywności dotknęły także budżet elektorski. Gdy Jan Jerzy I w 1621 roku zaprosił saskie stany na sejm krajowy do Torgau, zrezygnował – z powodu wysokich cen – z tradycyjnego poczęstunku dla ich przedstawicieli. Zamiast tego wypłacono im dietę. Praktyka ta utrwaliła się na stałe, przyczyniając się jednak do tego, że sejmy utraciły nieco swój osobisty, późnośredniowieczny charakter.
Również w Brandenburgii ceny zboża eksplodowały, przez co coraz mniej miast było w stanie wypełniać swoje obowiązki podatkowe – które obejmowały aż dwie trzecie dochodów kraju. Gdy w 1620 roku wprowadzono specjalny podatek na rzecz organizacji obrony (milicji obywatelskiej i chłopskiej), wiele miast było zmuszonych zaciągać kredyty. Na Wyspach Brytyjskich ekstremalne wahania cen żywności wielokrotnie prowadziły do niepokojów społecznych z powodu wysokich cen zboża – między 1585 a 1660 rokiem odnotowano ich ponad sześćdziesiąt. Nękana przez wojny religijne Francja wielokrotnie doświadczała klęsk głodu pod koniec XVI wieku, a w Niderlandach nieurodzaje na początku XVII wieku według szacunków doprowadziły do śmierci nawet trzech milionów ludzi.
Ponowne pogorszenie się klimatu w pierwszych dekadach XVII wieku przypisuje się częściowo wybuchowi wulkanu Huaynaputina 19 lutego 1600 roku w Peru. Hiszpański kronikarz Guaman Poma donosił, że przez 10 dni nie można było zobaczyć ani słońca, ani księżyca, ani gwiazd. Ogromne ilości popiołu z erupcji wulkanicznej mogą ochładzać klimat przez kilka lat – zjawisko to obserwowano również później. Erupcja Huaynaputiny nie była odosobniona. 12 grudnia 1631 roku lawa zalała szczyt Wezuwiusza, wywołując falę piroklastyczną, która dotarła aż do morza. Około czterech tysięcy mieszkańców pobliskiego Neapolu padło ofiarą wybuchu. Do wiosny następnego roku dochodziło do dalszych, mniejszych erupcji. Był to najpoważniejszy wybuch od czasu zniszczenia Pompejów w 79 roku p. n.e. Znacznie bardziej aktywny Etna notował większe erupcje w latach 1566, 1607, 1610, 1614–1624, 1634–1638, 1646–1647, 1651–1653 i jeszcze latem 1669 roku, kiedy to znaczna część położonej u podnóża góry Katanii została zniszczona. 
Koniec małej epoki lodowej zbiegł się z potężną erupcją wulkanu Fudżi w Japonii, która – choć miała siłę 5 stopni, czyli około dziesięciokrotnie słabszą niż Huaynaputina (siła 6), charakteryzowała się znacznymi rozmiarami i skutkami. Nawet w położonym około 100 kilometrów od miejsca erupcji Edo odnotowano kilkucentymetrową warstwę opadającego popiołu wulkanicznego.
Równocześnie w 1641 roku doszło do erupcji wulkanu Parker na filipińskiej wyspie Mindanao, ocenionej na siłę 4 VEI. W następstwie tych wydarzeń odnotowano anomalie klimatyczne. Źródła z 1643 roku, w tym przekazy Wecka, wspominają o intensywnych opadach śniegu w kwietniu oraz o wystąpieniu przedwczesnej zimy i mrozów już w październiku tego samego roku. W kolejnym roku lodowaty deszcz podczas Zielonych Świątek zniszczył zbiory winorośli. 
W dłuższej perspektywie czasowej to przede wszystkim zimy i wiosny były znacznie chłodniejsze i bardziej wilgotne niż przedtem lub potem. Lata były co prawda krótsze, co negatywnie wpływało na rolnictwo, ale niekoniecznie znacząco chłodniejsze niż w XX wieku. U wybrzeży Morza Północnego i Bałtyku ochłodzenie oceanów objawiało się między innymi tym, że ławice śledzi, których rybacy z Niderlandów i Anglii musieli szukać daleko na północy, przypływały aż do ich rodzimych wód.

## Przyczyny wystąpienia małej epoki lodowej

### Aktywność wulkaniczna
Obecnie uważa się, że to przede wszystkim wzmożona aktywność wulkaniczna była odpowiedzialna za małą epokę lodową w XVII wieku. Na podstawie odwiertów rdzeni lodowych udało się potwierdzić tego rodzaju wzmożoną aktywność już od około 1300 roku. Również badania tekstów z okresu średniowiecza dotyczących zaćmienia księżyca wskazują na aktywność wulkaniczną przed początkiem epoki lodowej, co mogło być przyczyną ochłodzenia klimatu. Ciemny kolor księżyca podczas zaćmienia, odnotowany przez chrześcijańskich kronikarzy, wskazuje na obecność aerozoli wulkanicznych pochodzących z erupcji wulkanicznych.

### Aktywność słońca
Za różne okresy małej epoki lodowej odpowiadały także zmiany stałej słonecznej wynikające z cyklów aktywności Słońca oraz związana z tym interakcja między wiatrem słonecznym, promieniowaniem kosmicznym a procesami atmosferycznymi. W istocie kilka cykli o zmniejszonej liczbie plam słonecznych przypada na pół tysiąclecia między 1300 a 1800 rokiem. Plamy słoneczne są chłodniejsze i emitują mniej światła widzialnego niż pozostała część powierzchni Słońca. Ich liczba i rozmiar stanowią miarę aktywności słonecznej. Minimum Spörera z lat 1420–1570 (nazwane tak od astronoma Gustava Spörera) oraz najzimniejszy okres epoki zwany minimum Maundera w latach 1645–1715 (nazwane od Edwarda Waltera Maundera) wyznaczają dłuższe okresy spadku aktywności słonecznej, ale za wielkie ochłodzenie na początku XVII wieku odpowiadały prawdopodobnie głównie zjawiska wulkaniczne. Awans w latach 1820 i 1850 pokrywa się z Minimum Daltona w latach 1790 do 1830. Na to ostatnie minimum przypada wybuch wulkanu Tambora w 1815 roku, co jest uważane za bezpośredni powód znaczących anomalii klimatycznych na całej Ziemi. Kolejny 1816 r. nazywany jest rokiem bez lata.

### Cyrkulacja termohalinowa
Cyrkulacja termohalinowa, której ogrzewający wpływ na rejon Północnego Atlantyku był słabszy, powodując m.in. zwiększenie zalodzenia oraz zasięgu paku lodowego na oceanie

### Odkrycie Ameryki
W 2011 grupa geochemików z Uniwersytetu Stanforda wysunęła teorię, że odkrycie Ameryki przez Krzysztofa Kolumba mogło być ważną współprzyczyną wystąpienia małej epoki lodowej. W tamtym okresie w wyniku kolonizacji mogło szybko wyginąć 90 procent rdzennych mieszkańców Ameryki Północnej, którzy wypalali tereny leśne pod pola uprawne. Na pozostawionych nieużytkach roślinność regenerując się pochłonęła 2–17 miliardów ton dwutlenku węgla, przez co osłabł efekt cieplarniany.